# CMoy
CMoy – kieszonkowy wzmacniacz słuchawkowy zaprojektowany przez Chu Moy.
Wzmacniacz został zbudowany z użyciem podwójnego wzmacniacza operacyjnego Burr-Brown's OPA2134 (lub jego odmiany OPA2132PA). W późniejszych modyfikacjach z sukcesem stosowano ich zamienniki. Schemat wzmacniacza jest bardzo prosty (zaledwie kilka elementów), co czyni go łatwym i tanim w realizacji. Montaż można przeprowadzić na płytce prototypowej lub nawet z jej pominięciem, przez bezpośrednie lutowanie komponentów. Łatwość uruchomienia układu, a także dostępność licznych opublikowanych modyfikacji sprawiają, że jest on szczególnie popularny wśród początkujących amatorów.

## Obwód
Typowy CMoy składa się z dwóch identycznych bloków – po jednym dla lewego i prawego kanału. Na blok składają się: potencjometr regulujący poziom sygnału wejściowego (opcjonalny), kondensator separujący składową stałą, rezystor ustalający impedancję wejściową na 100 kΩ oraz wzmacniacz operacyjny pracujący w układzie nieodwracającym. Wyjście wzmacniacza jest jednocześnie wyjściem układu, co znacząco upraszcza układ, lecz przez niedopasowanie do impedancji typowych słuchawek skutkuje wyjściem poza typowy obszar pracy zastosowanego wzmacniacza operacyjnego i pogorszeniem jakości dźwięku.
Układ zasilany jest z baterii 9 V, co wymusza zastosowanie dodatkowego obwodu sztucznej masy. Oryginalny układ bazuje na najprostszym rozwiązaniu opartym na dzielniku rezystorowym. Istnieją rozwinięcia rozbudowujące i udoskonalające ten obwód, a także wariacje używające dwóch baterii połączonych szeregowo, przez co układ zasilany jest wprost, bez dodatkowych elementów.